# Myonycteris relicta
Myonycteris relicta är en däggdjursart som beskrevs av Wim Bergmans 1980. Myonycteris relicta ingår i släktet Myonycteris och familjen flyghundar. Inga underarter finns listade.
Denna flyghund förekommer i östra Afrika från sydöstra Kenya till sydöstra Tanzania. En avskild population hittades i östra Zimbabwe. Artens ekologi är inte bra utredd. Den hittades oftast i landskap där öppna områden blandas med trädansamlingar eller mindre skogar.
Arten når en absolut längd av cirka 12,5 cm, inklusive en liten svans som är ungefär 1 cm lång. Kroppen är huvudsakligen täckt av ljus rödbrun päls och flygmembranen har en mörkbrun färg. Hos hannar förekommer dessutom en krage av längre och styvare hår kring individernas nacke. Öronen är stora och lite spetsiga på toppen. Myonycteris relicta har 6,5 till 7,5 cm långa underarmar, 1 till 2 cm långa bakfötter och cirka 2 cm långa öron.
Med hjälp av slöjnät fångades aldrig flera individer samtidig och därför antas att Myonycteris relicta lever ensam när ingen parning sker. Arten påträffades inte heller vilande i grottor. Antagligen äter denna flyghund frukter, liksom andra släktmedlemmar, som den hittar med hjälp av synen och lukten.
Regionala populationer påverkas negativ av landskapsförändringar. Hela populationen antas vara stor. IUCN kategoriserar arten globalt som livskraftig.